# أندرياس بامير
أندرياس بامير (بالألمانية: Andreas Bammer) هو لاعب كرة قدم نمساوي في مركز الهجوم، ولد في 18 يوليو 1984 في باد إيشل في النمسا. لعب مع نادي أوستريا سالزبورغ ونادي رايندورف آلتاخ ونادي رييد ونادي ليفيرينج ونادي واكر إنسبروك.

## وصلات خارجية
- أندرياس بامير على موقع قاعدة بيانات كرة القدم.إي يو (الإنجليزية)
- أندرياس بامير على موقع Soccerway.com (الإنجليزية)
- أندرياس بامير على موقع عالم كرة القدم.نت (الإنجليزية)